# Małgorzata Śliwińska-Bartkowiak
 Małgorzata Maria Śliwińska-Bartkowiak (ur. 5 sierpnia 1947) – polska fizyk, profesor nauk fizycznych, specjalizuje się w fizyce doświadczalnej, nauczyciel akademicki Uniwersytetu im. Adama Mickiewicza w Poznaniu.

## Życiorys
Dyplom z fizyki uzyskała na poznańskim UAM w 1970, gdzie następnie została zatrudniona początkowo jako starsza asystentka i zdobywała kolejne awanse akademickie. Stopień doktorski uzyskała w 1977. Habilitowała się w 1992 roku na ówczesnym Wydziale Matematyki i Fizyki UAM na podstawie oceny dorobku naukowego i rozprawy pt. Badania mieszanin krytycznych i mieszanin do nich podobnych. Obecnie pracuje jako profesor zwyczajny i kierownik w Zakładzie Fizyki Dielektryków Wydziału Fizyki UAM. Tytuł naukowy profesora nauk fizycznych został jej nadany w 2004 roku. Na macierzystym wydziale prowadzi zajęcia dotyczące przejść fazowych w układach o zredukowanych wymiarach, nanomateriałów węglowych, ich właściwości i zastosowania, termodynamiki oraz materiałów w fazie ciekłej i amorficznej.
Autorka pracy Badanie mieszanin niektórych cieczy dipolowych z niedipolowymi rozpuszczalnikami w okolicy punktu przejścia fazowego (wyd. 1992, ISBN 83-232-0576-0). Swoje prace publikowała m.in. w "Polish Journal of Chemistry" oraz w "Physics Review B". Jest członkiem Polskiego Towarzystwa Fizycznego.